# Leyser Chaverra
Leyser Chaverra (Quibdó, Chocó; 1 de abril de 1997), es un futbolista colombiano. Se desempeña en la posición de defensa lateral y actualmente juega en el Independiente Medellín de la Categoría Primera A de Colombia.

## Selección nacional
Es convocado por la Selección Colombiana sub-20 para disputar el Campeonato Sudamericano Sub-20 en Ecuador.
Leyser Chaverra hizo parte de la Selección de fútbol de Colombia que logró el oro en los XXIII Juegos Centroamericanos y del Caribe.

### Participaciones en juveniles
| Competición                            | Sede    | Resultado  | Part. | Goles |
| -------------------------------------- | ------- | ---------- | ----- | ----- |
| Campeonato Sudamericano Sub-20 de 2017 | Ecuador | Eliminados | 8     | 0     |

### Participaciones internacionales
| Competición                               | Sede         | Resultado | Partidos | Goles |
| ----------------------------------------- | ------------ | --------- | -------- | ----- |
| Juegos Centroamericanos y del Caribe 2018 | Barranquilla | Campeones | 4        | 0     |

## Clubes
| Club                     | País     | Año           |
| ------------------------ | -------- | ------------- |
| Universitario de Popayán | Colombia | 2015-2017     |
| Deportes Quindío         | Colombia | 2017-2022     |
| Independiente Medellín   | Colombia | 2023-presente |

## Estadísticas
| Club                                | Temporada           | Liga  | Liga  | Copa Nacional | Copa Nacional | Copa Internacional | Copa Internacional | Total | Total |
| Club                                | Temporada           | Part. | Goles | Part.         | Goles         | Part.              | Goles              | Part. | Goles |
| ----------------------------------- | ------------------- | ----- | ----- | ------------- | ------------- | ------------------ | ------------------ | ----- | ----- |
| Universitario de Popayán · Colombia | 2015                | 24    | 1     | 5             | 0             | —                  | —                  | 29    | 1     |
| Universitario de Popayán · Colombia | 2016                | 32    | 0     | —             | —             | —                  | —                  | 32    | 0     |
| Universitario de Popayán · Colombia | 2017                | 4     | 1     | 3             | 0             | —                  | —                  | 7     | 1     |
| Universitario de Popayán · Colombia | Total               | 60    | 2     | 8             | 0             | —                  | —                  | 68    | 2     |
| Deportes Quindío · Colombia         | 2017                | 12    | 0     | —             | —             | —                  | —                  | 12    | 0     |
| Deportes Quindío · Colombia         | 2018                | 30    | 4     | 4             | 0             | —                  | —                  | 34    | 4     |
| Deportes Quindío · Colombia         | 2019                | 25    | 0     | 4             | 0             | —                  | —                  | 29    | 0     |
| Deportes Quindío · Colombia         | Total               | 67    | 4     | 8             | 0             | —                  | —                  | 75    | 4     |
| Total en su carrera                 | Total en su carrera | 127   | 6     | 16            | 0             | —                  | —                  | 143   | 6     |